# 卡尔·申佩
卡尔·申佩（瑞典語：Carl Kempe，1884年12月8日—1967年7月8日），瑞典男子网球运动员。他曾代表瑞典参加1912年夏季奥林匹克运动会网球比赛，联同贡纳尔·塞特瓦尔获得男子室内双打银牌。